# Мигрант, или Brevi finietur
«Мигрант, или Brevi finietur» (2010) — роман писателей-фантастов Марины и Сергея Дяченко. Третий роман условного цикла «Метаморфозы», в который входят также роман «Vita Nostra», два его продолжения и роман «Цифровой, или Brevis est». Латынь, присутствующая в названиях романов, складывается в строки из студенческого гимна «Гаудеамус»: «Vita nostra brevis est, Brevi finietur» («Жизнь мы краткую живём, призрачны границы…»):326.
Биограф Марины и Сергея Дяченко Юлия Андреева предполагает, что если в «Vita Nostra» изображён мир Слова, а в романе «Цифровой» — мир Цифры, то в «Мигранте» показан мир Идеи: в этом романе очень убедительно описана цивилизация, где мир идей имеет полную власть над материальным миром:326—327.

## Сюжет
Андрей Строганов, носящий прозвище Крокодил, внезапно оказывается на планете Раа, перемещённый туда с Земли. В романе упоминается, что некая миграционная служба перемещает на Раа тех, кто должен погибнуть на Земле, и им даётся шанс прожить свою жизнь на другой планете.
На Раа, знакомясь с обычаями планеты, Андрей узнаёт, что мигранты в большинстве случаев получают на планете статус «зависимых» — «это даже не рабовладение, скорее патернализм: некто сильный опекает слабенького, неспособного без надзора и контроля устроить свою жизнь», а коренные жители Раа проходят инициацию, состоящую из ряда испытаний и носящую название Пробы, позволяющую им стать полноправными гражданами планеты. Зависимым, однако, живётся неплохо; но при мысли, что он будет «не хозяин себе», внутри Андрея возникает протест. Герой романа делает выбор — пройти Пробу, при этом он очень смутно представляет, в чём её смысл. Андрей оказывается на необитаемом острове вместе с подростками, они проходят ряд испытаний. Выясняется, что Проба — «инструмент совершенствования человека»; цель испытаний — научить человека быть больше, чем он есть, научить его «делать невозможное. Человек — свой хозяин, это первый шаг. Человек — хозяин мира, это второй шаг. Кто не хозяин себе — не хозяин ничему».
Успешно пройдя Пробу, Андрей сталкивается с несовершенством устройства жизни Раа, в основе которого находится идея об идиллическом единении человека с природой, однако баланс мира был нарушен и поддерживается стабилизаторами. Утопический мир находится на грани разрушения: «Мир Раа погибнет, остановившись. И он близок к этому». Став участником проекта по спасению Раа, Андрей отправляется на спутник-стабилизатор с целью выяснить причину нарушений на планете.
Персонажи, включая Крокодила, пытаются привести нынешнее состояние этого мира в соответствие с представлениями творца. «Творец Раа создал людей свободными и бесстрашными. И, может быть, невольно — передал им часть собственного трудного опыта: он создал людей готовыми вырастать из тесной оболочки. Он создал людей способными бегать по углям». Идеальный мир Раа предусматривает непременное духовное развитие раатянского общества, но чрезвычайно высокий уровень материальной жизни исключает стимулы такого развития. В конце романа весь мир Раа готовится пройти одну большую Пробу. Возникновение природных катаклизмов побуждает жителей к тому, чтобы сконцентрировать все силы на своем спасении и благодаря этому встряхнуться от душевной спячки.

## Литературные особенности
По жанру роман «Мигрант» близок к космической фантастике и отличается в этом отношении от жанра романа «Vita Nostra» (городская фэнтези) и «Цифрового» (посткиберпанк):326. Он похож то ли на научную фантастику, то ли на мимикрирующую под неё фэнтези. Также в «Мигранте» сочетаются признаки утопии и антиутопии.
Как утверждали сами Дяченко, «Мигрант» должен поставить точку в цикле «Метаморфозы», соединив тезис и антитезис первых двух романов. Писатель и критик В. Пузий отмечает: «Наверное, это одна из самых трудных и глобальных книг Марины и Сергея». По утверждению Пузия, Дяченко затрагивают вопрос о бытии человека на другом, надличностном уровне: кем является каждый человек не с точки зрения сиюминутной и здешней, но с точки зрения вечности? В какой взаимозависимости находятся идея и материя и насколько человек зависим от них?
По словам В. Пузия, «Мигрант» представляет вопрос, вызов каждому читателю, однако этот роман — ещё и очень увлекательное чтение. До конца романа читатель остаётся в неведении, что случится на следующей странице. В «Мигранте» проявилось умение Дяченко писать просто и понятно об очень сложных материях, закрутить интригу и несколькими штрихами обрисовать характеры героев. «Мигрант» — очередная и при этом вполне удавшаяся попытка взять в художественном отношении ещё более высоко поставленную планку.

## Премии
Роман получил премию «Итоги года» в номинации «Книга года» от журнала «Мир фантастики» и премию в номинации «Крупная форма (роман)» конвента «Интерпресскон-2011».